# Berta (geslacht)
Berta is een geslacht van vlinders van de familie spanners (Geometridae), uit de onderfamilie Geometrinae.

## Soorten
- B. acte Swinhoe, 1892
- B. albiplaga Warren, 1893
- B. angustimedia Prout, 1918
- B. annulifera Warren, 1896
- B. anteplaga Prout, 1916
- B. apopempta Prout, 1935
- B. arfakensis Prout, 1913
- B. copiosa Prout, 1917
- B. chrysolineata Walker, 1863
- B. fenestrata Prout, 1913
- B. olivescens Warren, 1896
- B. persimilis Warren, 1897
- B. poppaea Prout, 1917
- B. rugosivalva Galsworthy, 1997
- B. subrectistriga Prout, 1917
- B. vaga Walker, 1861
- B. zygophyxia Prout, 1912